# Caroline Branchu
Rose Thimoléone Caroline Branchu, all'anagrafe Marie Rose Chevalier (Parigi, 2 novembre 1778 – Passy, 15 ottobre 1850) è stata un soprano francese, considerata il più grande soprano drammatico francese della sua generazione.

## Biografia
Discendente in linea paterna da uno schiavo liberato di Santo Domingo, fu notata per le sue qualità musicali da Joseph Boulogne Chevalier de Saint-George, che le garantì l'ammissione al Conservatoire de musique, dove fu allieva di Pierre-Jean Garat.
Dopo il diploma esordì nel 1999 al Théâtre Feydeau; fu poi scritturata dall'Opéra de Parise dal Théâtre de la République et des Arts, ove esordì il 26 dicembre 1798 nell'Edipo a Colono di Antonio Sacchini, a cui seguì la sua acclamata interpretazione nell'Ifigenia in Aulide. Molto ammirata da Hector Berlioz, nel corso della sua carriera si distinse come interprete dell'opera di Gluck, Piccinni, Paisiello, Cherubini (Anacréon, Gli Abenceragi) e Spontini (Fernando Cortez, Olympie), interpretando anche Giulia nella prima assoluta de La vestale nel 1807.
Il 30 ottobre 1800 sposò il ballerino Isaac Branchu. Il 5 aprile 1802 attirò l'attenzione di Napoleone Bonaparte durante una rappresentazione di Ifigenia. Divenne probabilmente l'amante di Napoleone, da cui fu nominata prima cantante della Camera Imperiale, con uno stipendio di tremila franchi. Nel 1813 divenne la primadonna indiscussa dell'Opéra, mantenendo la posizione fino al ritiro dalle scene.
Diede l'addio alle scene il 27 febbraio 1826 con una rappresentazione dell'Olympia. Successivamente intraprese una relazione con Claude-Charles Pierquin de Gembloux, di una ventina d'anni più giovane, che la lasciò per sposare Marceline Desbordes-Valmore nel 1831. Morì nel 1850 all'età di 71 anni e fu sepolta al Cimitero di Père-Lachaise. Un suo busto è conservato all'Opéra.